# Susanne Marik
Susanne Marik (* 24. April 1966 in Wien) ist eine österreichische Sängerin, Entertainerin und Schauspielerin.

## Leben
Im Alter von sechs Jahren begann Marik ihre künstlerische Laufbahn im Kinderballett der Volksoper Wien und im Kinderchor des Konservatoriums der Stadt Wien. Nach der Volksschule besuchte sie das Musikgymnasium Wien und stand mit zwölf Jahren in der Rolle der Flora in der Oper „The Turn of the Screw“ von Benjamin Britten an der Wiener Kammeroper auf der Bühne.
Nach der Matura begann sie ihre Ausbildung in den Sparten Gesang, Tanz und Schauspiel am Konservatorium der Stadt Wien, welche sie mit dem Diplom abschloss.

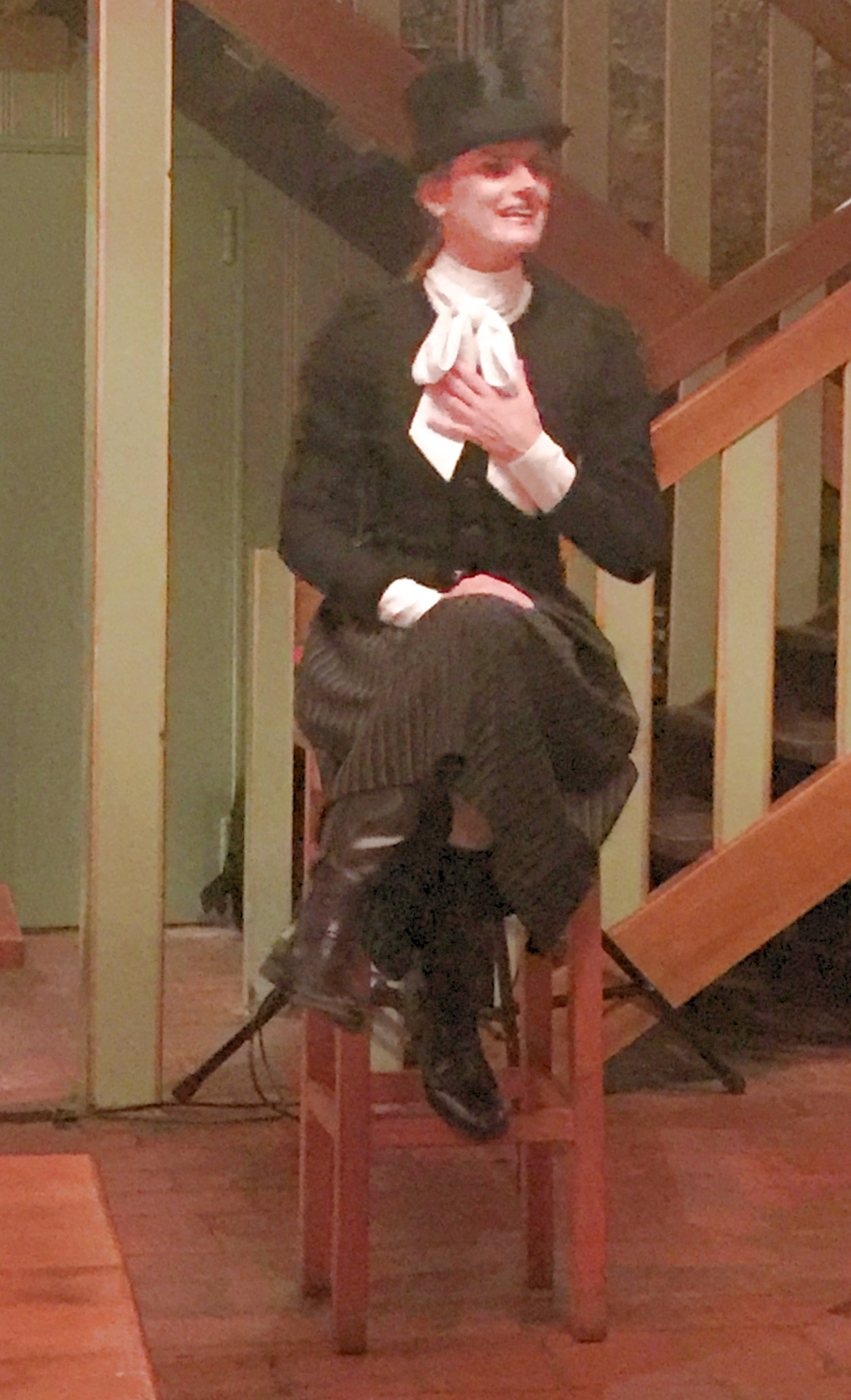
Susanne Marik als „Fiaker-Milli“ bei einem Liederabend in Wien im November 2015

Die ersten Engagements erhielt sie am Opernhaus Graz, wo sie als Solistin in den Musicals Anatevka, Cabaret, Chicago und Sorbas auftrat. Anschließend lebte und arbeitete Susanne Marik für etwa 14 Jahre in Deutschland und in der Schweiz, wo sie an verschiedenen Theatern als Musicaldarstellerin tätig war. So trat sie etwa in „Grease“ an der Alten Oper Frankfurt, im Capitol Theater Düsseldorf und im Musicaltheater Zürich, in „Sunset Boulevard“ am Rhein-Main Theater Wiesbaden oder in „Mack and Mabel“ am Staatstheater Karlsruhe auf. In Zusammenarbeit mit Herbert Prikopa moderierte sie Johann-Strauss- und Giuseppe-Verdi-Galas unter anderem in der Laeiszhalle in Hamburg, im Schauspielhaus Berlin und im Gewandhaus in Leipzig.
Nach Wien zurückgekehrt spielte sie die weibliche Hauptrolle (Anna Leonowens) in „The King and I“ in der Wiener Stadthalle und im Ronacher und wurde im Jahre 2008 in der Produktion „Phaedra“ von Hans Werner Henze im Rahmen der Wiener Festwochen als Schauspieldouble der Phaedra an das Theater an der Wien verpflichtet.
Als Sängerin des Orchesters Axel Rot singt sie seit 2009 auf verschiedenen Bällen in Wien, unter anderem im großen Saal des Wiener Opernballs.
Ihre eigentliche Berufung fand Marik als Entertainerin in Zusammenarbeit mit Béla Fischer, mit dem sie seit August 2015 verheiratet ist. Zusammen erarbeiten sie eigene Soloprogramme, mit denen sie bisher an verschiedenen Kleinkunstbühnen in Wien und Bad Ischl, sowie auf Kreuzfahrtschiffen von Sidney bis Singapur aufgetreten ist.

## Soloprogramme (Auswahl)
- 2013: „Von Kopf bis Fuß auf Liebe eingestellt“ in der Komödie am Kai.
- 2014: „Fiaker–Milli“ nach dem gleichnamigen Film in der Freien Bühne Wieden und in der Neuen Tribüne Wien.
- 2014: „Wie das Leben so spielt“ im Theater-Center-Forum.
- 2014: Mitwirkung bei der Spendengala des Lions Clubs Wien im Parkhotel Schönbrunn.
- 2014: „X–Mas in New York“ gemeinsam mit René Rumpold im Theater-Center-Forum.
- 2015: „Kann denn Liebe Sünde sein?“ im Stadttheater Baden.
- 2015: „Fiaker–Milli“ in der Eden Bar.
- 2015: „Ach, Sie sind mir so bekannt - Rendezvous mit Hermann Leopoldi“ im Theater-Center-Forum.